# Рамадан (имя)
Рамада́н (араб. رمضان — палящий зной, сжигающий, горячий, жаркий) — мужское имя арабского происхождения, в переводе с арабского языка означает «палящий зной», «сжигающий», «горячий», «жаркий», «родившийся в месяце рамадан». Распространено у мусульман.

## Другие формы
- Рамаза́н (тур. Ramazan) — тюркский вариант произношения арабского имени Рамадан, распространён на Кавказе.
- Рамза́н — чеченский вариант произношения арабского имени Рамадан
- Рабада́н — даргинский вариант произношения арабского имени Рамадан
- Рамалда́н, Рамбалда́н — лезгинский вариант произношения арабского имени Рамадан
- Лабазан — аварский вариант произношения арабского имени Рамадан

## Известные носители
- Рамадан аль-Бути (1929—2013) — современный исламский богослов из Сирии
- Таха Ясин Рамадан (1938—2007) — бывший вице-президент Ирака, член Совета революционного командования Ирака
- Рамадан, Тарик (род. 1962) — франкоязычный швейцарский богослов, египетского происхождения

## Фамилии
- Рамазанов
- Ромазанов
- Ромодановский